# Cyaniris querci
Cyaniris querci är en fjärilsart som beskrevs av Ruggero Verity 1919. Cyaniris querci ingår i släktet Cyaniris och familjen juvelvingar. Inga underarter finns listade i Catalogue of Life.